# Battle Hymns MMXI
Battle Hymns MMXI es un álbum de estudio de la banda estadounidense Manowar, publicado el 26 de noviembre de 2010. Es una regrabación del álbum Battle Hymns de 1982. El actor británico Christopher Lee aparece en el disco como narrador.

## Lista de canciones
1. "Death Tone" (Ross the Boss, Joey DeMaio) – 5:06
2. "Metal Daze" (DeMaio) – 4:32
3. "Fast Taker" (Ross the Boss, DeMaio) – 4:06
4. "Shell Shock" (Ross the Boss, DeMaio) – 4:12
5. "Manowar" (Ross the Boss, DeMaio) – 4:00
6. "Dark Avenger" (Ross the Boss, DeMaio) – 6:23
7. "William Tell Overture" (DeMaio, Gioachino Rossini) – 1:51
8. "Battle Hymn" (Ross the Boss, DeMaio) – 9:22
9. "Fast Taker" Live 1982 (Bonus track) - 3:54
10. "Death Tone" Live 1982 (Bonus track) - 4:57
11. "Call to Arms"
12. "Hand of Doom"
13. "House of Death"
14. "Thunder in the Sky"

## Créditos
- Eric Adams - voz
- Karl Logan - guitarra
- Joey DeMaio - bajo
- Donnie Hamzik - batería